# 火加減

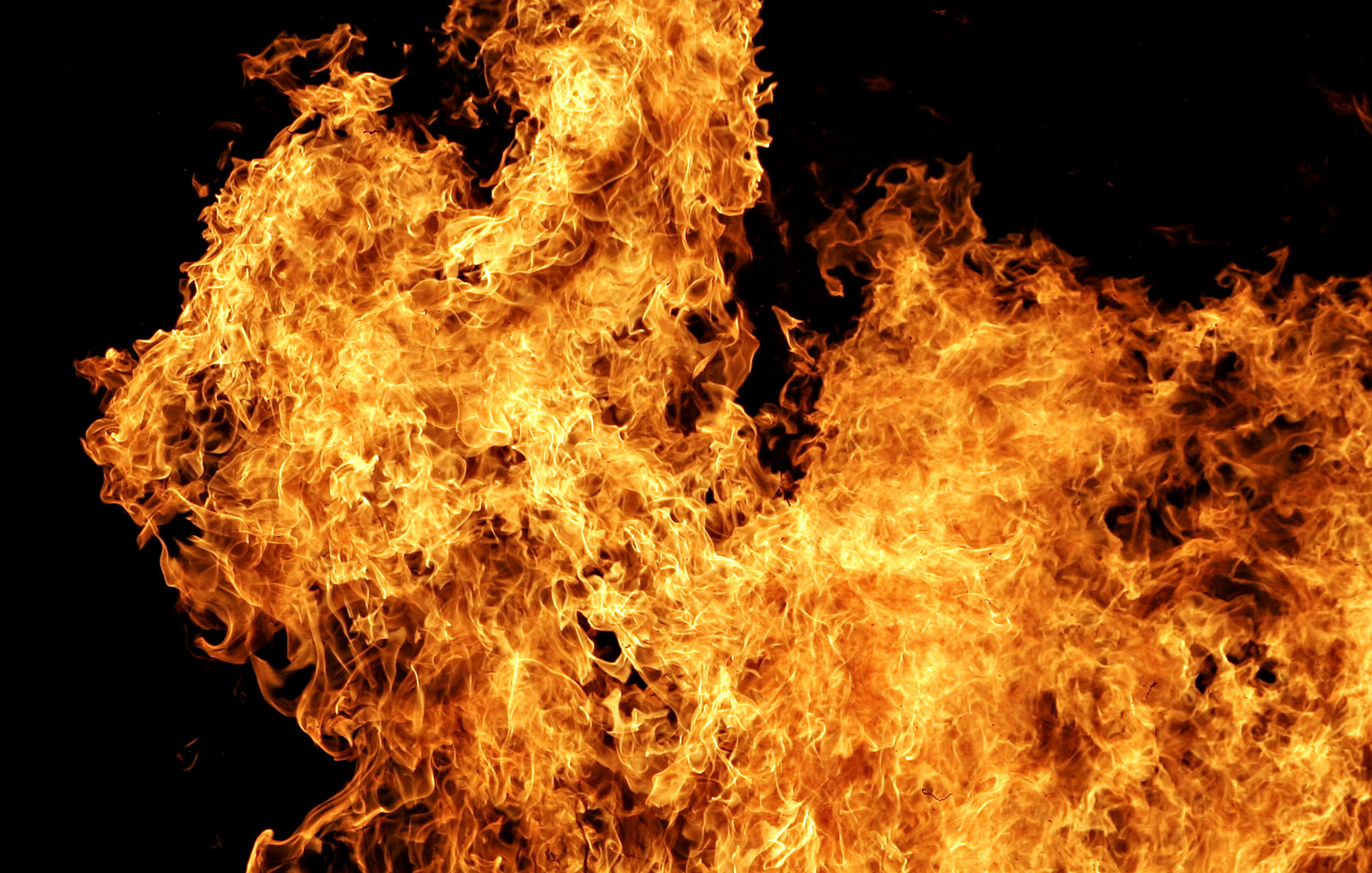
炎

火加減とは、調理する時の炎の強さである。

## 概要

### 無駄火
小さい鍋の鍋底から火がはみ出ている状態の火加減。全開。温度は約200度以上で、ITヒーターの場合は、3200Ｗ以上の火加減である。

### 強火
鍋底全体に炎があたるくらいの火加減。温度は約180～190度で、ITヒーターの場合は、1450～2500Ｗ程の火加減である。

### 中強火
強火と中火の中間の火加減。強めの中火。
ただし、中強火は火加減の定義では無い火加減である。

### 中火
鍋底に炎の先があたるかあたらないかくらいの火加減。温度は約170度で、ITヒーターの場合は、700～1000Ｗ程の火加減である。

### 中弱火
中火と弱火の中間の強さの火加減。弱めの中火。
ただし、中弱火は火加減の定義では無い火加減である。炎の大きさは火元と鍋底のおよそ3/4火加減をさす。温度は約160度で、ITヒーターの場合は、500～700Ｗ程の火加減である。

### 弱火
鍋底に直接火があたらないくらいの弱い火加減。炎の大きさが火元と鍋底の半分くらいの火加減をさす。温度は約150度で、ITヒーターの場合は、235～370Ｗ程の火加減である。

### とろ火
弱火よりもさらに弱く、これ以上弱くすると火が消えてしまうくらいのやっと火がついているくらいの火加減。温度は約140度で、ITヒーターの場合は、120Ｗ程の火加減である。主に汁物などを保温する時に使う。